# Eleccions municipals de València de 1987
Les eleccions municipals de València de 1987 van ser les terceres eleccions municipals del període democràtic segons l'ordenament jurídic de la Constitució Espanyola de 1978 i van correspondre a la IIIa Legislatura municipal espanyola. Es van celebrar el diumenge 10 de juny de 1987 i els electors van triar 33 regidors per a la corporació municipal.
Aquestes eleccions van suposar la victòria del Partit Socialista del País Valencià-PSOE amb el 36,75 percent dels vots i 13 escons, patint una baixada d'escons respecte l'any 1983 i sense obtindre majoria absoluta. En segon lloc i amb el 19,87 percent dels vots i 7 escons va quedar la candidatura d'Unió Valenciana, encapaçalada per Vicent González i Lizondo superant contra tot pronòstic a la candidatura d'Aliança Popular que va patir una davallada de vots i escons respecte les anteriors eleccions, ja que en aquestes aconseguí el 18,97 percent dels vots i 7 escons, quedant en tercer lloc i igualada en escons amb UV. En quart lloc va quedar el Centre Democràtic i Social amb el 11,34 percent dels vots i 4 escons. El CDS ja s'havia presentat l'any 1983 però sense obtindre representació. En cinqué i darrer lloc quedà la coalició formada pel PCE i Unitat del Poble Valencià qua amb el 7,96 percent dels vots va mantindre els dos escons que havien guanyat els darrers comicis.
Els socialistes van guanyar a tots els districtes del de la ciutat excepte als quatre districtes de la zona centre que són Ciutat Vella, l'Eixample, Extramurs i el Pla del Real on s'imposaren els regionalistes i els conservadors. Els socialistes van aconseguir els millors resultats als districtes de Pobles de l'Oest, Benicalap i Poblats Marítims. Els conservadors a Ciutat Vella i El Pla del Real. Els regionalistes van guanyar al districte d'Extramurs. Els candidats centristes i comunistes no van aconseguir imposarse en cap districte.
El candidat del PSOE, Ricard Pérez Casado va ser reelegit Alcalde de València amb els vots a favor del PSPV-PSOE, EU-UPV i l'abstenció del CDS.

## Candidatures

### Partit Socialista del País Valencià-PSOE
- Candidat a alcaldable: Ricard Pérez Casado

### Unió Valenciana
- Candidat a alcaldable: Vicent González i Lizondo

### Aliança Popular
- Candidat a alcaldable: Martín Quirós

### Centre Democràtic i Social
- Candidat a alcaldable: Manuel del Hierro García

### Esquerra Unida-Unitat del Poble Valencià
- Candidat a alcaldable: Carmen Arjona Raigón

## Sistema electoral
El Consell Municipal de València és l'organisme de primer ordre de govern del municipi de València i està compost per l'Alcalde, el govern municipal i la resta de regidors electes. Les eleccions municipals es realitzen per sufragi universal, que permet votar a tots els ciutadans de més de 18 anys, empadronats al municipi de València i que tenen l'absolut manteniment dels seus drets civils i polítics.
Els regidors són triats per la Regla D'Hondt en llistes electorals tancades i per representació proporcional amb una tanca electoral del 5 percent dels vots, inclosos les paperetes en blanc. Els partits que no aconseguisquen el 5 percent dels vots no obtindran representació a la cambra municipal.
L'Alcalde es triat pels regidors electes. Segons la llei electoral, si no hi haguera una majoria clara per investir l'alcalde, s'investiria el candidat de la candidatura més votada.
La llei electoral preveu que els partits, coalicions, federacions i agrupacions d'electors puguen presentar llistes amb els seus candidats. Les Agrupacions d'Electors hauran de presentar les signatures d'un 0,1 percent dels electors empadronats al municipi durant els mesos previs a les eleccions. Els electors poden firmar en més d'una de les llistes de cada candidatura. Actualment, els partits i coalicions que volen presentar-se a les eleccions ho han de comunicar a les autoritats competents (Junta Electoral) en un termini de 10 dies des de l'anunci de convocatòria d'eleccions.

## Sondatges
| Sondeig                                   | Sondeig     |       |      |     |       | IU-UPV |
| ----------------------------------------- | ----------- | ----- | ---- | --- | ----- | ------ |
| Demoscopia/El País, 22-26 de maig de 1987 | Percentatge | 40,4% | 8,7% | 31% | 12,3% | 6,2%   |
| Demoscopia/El País, 22-26 de maig de 1987 | Escons      | 14    | 3    | 10  | 4     | 2      |

## Resultats
|                |                                                                    |         |       |        |        |        |
| Candidatures   | Candidatures                                                       | Vots    | Vots  | Vots   | Escons | Escons |
| Candidatures   | Candidatures                                                       | Vots    | %     | ±pp    | Total  | +/−    |
|                | Partit Socialista Obrer Espanyol (PSPV-PSOE)                       | 143,037 | 36.75 | –12.08 | 13     | –5     |
|                | Unió Valenciana (UV)                                               | 77,353  | 19.87 | n/a    | 7      | +5     |
|                | Alianza Popular (AP)                                               | 73,830  | 18.97 | n/a    | 7      | –4     |
|                | Centre Democràtic i Social (CDS)                                   | 44,133  | 11.34 | +9.41  | 4      | +4     |
|                | Coalició Esquerra Unida-Unitat del Poble Valencià (IU-UPV)         | 30,963  | 7.96  | –1.09  | 2      | ±0     |
|                |                                                                    |         |       |        |        |        |
|                | Partit dels Treballadors d'Espanya-Unitat Comunista (PTE–UC)       | 5,608   | 1.44  | New    | 0      | ±0     |
|                | Vertice Español de Reivindicación del Desarrollo Ecologico (VERDE) | 3,278   | 0.84  | Nou    | 0      | ±0     |
|                | Coalició Electoral Valenciana (CEV)                                | 2,370   | 0.61  | Nou    | 0      | ±0     |
|                | Partit Demòcrata Popular-Centristes Valencians (PDP–CV)            | 1,096   | 0.28  | Nou    | 0      | ±0     |
|                | Plataforma Humanista (PH)                                          | 879     | 0.23  | Nou    | 0      | ±0     |
|                | Falange Espanyola de les JONS (FE–JONS)                            | 860     | 0.22  | Nou    | 0      | ±0     |
|                | Unificació Comunista d'Espanya (UCE)                               | 800     | 0.21  | Nou    | 0      | ±0     |
|                | Unitat Popular Republicana (UPR)3                                  | 601     | 0.15  | +0.01  | 0      | ±0     |
| Blank ballots  | Blank ballots                                                      | 4,406   | 1.13  | +0.70  |        |        |
|                |                                                                    |         |       |        |        |        |
| Total          | Total                                                              | 389,214 |       |        | 33     | ±0     |
|                |                                                                    |         |       |        |        |        |
| Vots vàlids    | Vots vàlids                                                        | 389,214 | 98.67 | –0.07  |        |        |
| Vots invàlids  | Vots invàlids                                                      | 5,235   | 1.33  | +0.07  |        |        |
| Participació   | Participació                                                       | 394,449 | 71.52 | +1.60  |        |        |
| Abstencions    | Abstencions                                                        | 157,058 | 28.48 | –1.60  |        |        |
| Cens electoral | Cens electoral                                                     | 551,507 |       |        |        |        |
|                |                                                                    |         |       |        |        |        |
| Fonts          |                                                                    |         |       |        |        |        |

## Votació de l'Alcalde
Amb els vots del grup socialista i comunista i l'abstenció dels centristes, Ricard Pérez Casado, va ser elegit Alcalde de València.
| Resultat de la votació d'investidura de l'Alcalde de València Majoria absoluta: 17/33 |                                                        |      |    |   |   |   |        |         |
| Candidat                                                                              | Data                                                   | Vot  |    |   |   |   | IU-UPV | Total   |
| Ricard Pérez Casado (PSPV-PSOE)                                                       | 30 de juny de 1987 Majoria requerida: Absoluta (17/33) | 1    | 13 |   |   |   | 2      | 15 / 33 |
| Ricard Pérez Casado (PSPV-PSOE)                                                       | 30 de juny de 1987 Majoria requerida: Absoluta (17/33) | No   |    | 7 | 7 |   |        | 14 / 33 |
| Ricard Pérez Casado (PSPV-PSOE)                                                       | 30 de juny de 1987 Majoria requerida: Absoluta (17/33) | Abs. |    |   |   | 5 |        | 4 / 33  |
| Font: Ajuntament de València                                                          |                                                        |      |    |   |   |   |        |         |